# Mimohammus flavescens
Mimohammus flavescens är en skalbaggsart som beskrevs av Aurivillius 1911. Mimohammus flavescens ingår i släktet Mimohammus och familjen långhorningar. Inga underarter finns listade i Catalogue of Life.